# Magna-Polonia
K! Magna-Polonia  – najstarsza poznańska korporacja akademicka, powstała 13 marca 1920 r. w Poznaniu. Utworzona została przez studentów ówczesnej Wszechnicy Piastowskiej. Należała do członków założycieli Związku Polskich Korporacji Akademickich. W okresie międzywojennym zrzeszała przede wszystkim studentów pochodzących z ziem zachodnich. W okresie PRL korporacja nie mogła prowadzić normalnej działalności na uczelniach. Do reaktywacji doszło za wiedzą i zgodą przedwojennych członków 13 marca 2004 r.

## Zasady
Korporacja stara się wcielać w życie następujące idee:
- Religio – Korporant żyje wiarą chrześcijańską i w swoim postępowaniu kieruje się nauczaniem Kościoła katolickiego.
- Patria – Korporant jest świadomy obowiązku działania dla dobra wspólnego i podejmuje odpowiedzialność za losy Rzeczypospolitej.
- Scientia – Korporant dąży do pogłębienia swej wiedzy i wszechstronnego rozwoju.
- Amicitia – fundamentem korporacji jest przyjaźń. Korporacja łączy swych członków na całe życie.

## Insygnia

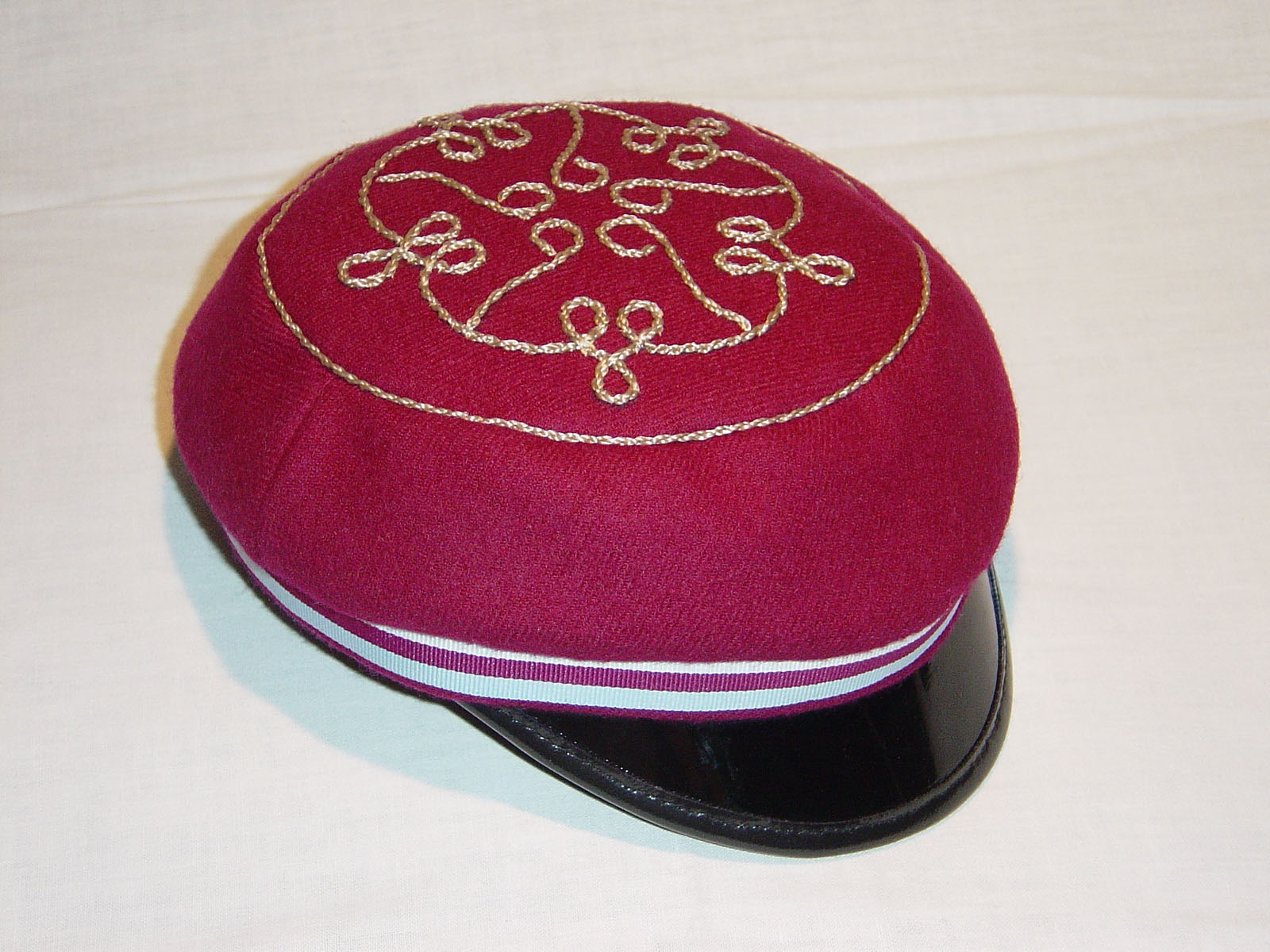
Dekiel rycerski

Barwy konwentu są biało-amarantowo-błękitne. Członkowie noszą trójbarwną "bandę", czyli wstęgę, zakładaną z prawego ramienia na lewy bok, stanowiącą nawiązanie do dawnych tradycji pojedynkowania się na szable (obecnie K! Magna-Polonia nie uznaje pojedynków). Elementem stroju korporanta jest również dekiel, czyli czapka studencka w barwach korporacji. Fuksy (kandydaci) K! Magna-Polonia noszą dekle i bandy dwukolorowe (amarantowo-błękitne).
Dewiza korporacji brzmi: "Omnia pro Polonia".

## Hierarchia
Kandydat na członka nosi miano fuksa. Pełne prawa członkowskie posiada komiliton. Po zakończeniu studiów pełnoprawny członek korporacji zostaje filistrem. Członkostwo w korporacji jest dożywotnie. Można go pozbawić za niehonorowe postępowanie lub sprzeniewierzenie się idei korporacyjnej.